# Devi Tika Permatasari
Devi Tika Permatasari (* 14. Dezember 1987 in Kediri) ist eine indonesische Badmintonspielerin. 

## Karriere
Devi Tika Permatasari gewann bei den indonesischen Nationalspielen 2008 einmal Silber und einmal Bronze. Bei den Weltmeisterschaften der Studenten 2008 erkämpfte sie sich Bronze im Damendoppel. Ein Jahr später belegte sie Platz zwei bei den India Open. Die Indonesia International 2009 gewann sie gemeinsam mit Ricky Widianto.

## Sportliche Erfolge
| Saison | Veranstaltung                   | Disziplin   | Platz | Name                                           |
| ------ | ------------------------------- | ----------- | ----- | ---------------------------------------------- |
| 2008   | PON XVII                        | Mixed       | 3     | Hendra Gunawan / Devi Tika Permatasari         |
| 2008   | PON XVII                        | Damenteam   | 2     | Jawa Barat                                     |
| 2008   | Weltmeisterschaft der Studenten | Damendoppel | 3     | Devi Tika Permatasari / Nadya Melati           |
| 2009   | India Open Grand Prix           | Damendoppel | 2     | Devi Tika Permatasari / Nadya Melati           |
| 2009   | Indonesia International         | Mixed       | 1     | Ricky Widianto / Devi Tika Permatasari         |
| 2012   | Auckland International          | Damendoppel | 1     | Devi Tika Permatasari / Keshya Nurvita Hanadia |